# Malcolm Brown (Footballspieler)
Malcolm Brown (* 15. Mai 1993 in Biloxi, Mississippi) ist ein ehemaliger US-amerikanischer American-Football-Spieler auf der Position des Runningbacks in der National Football League (NFL). Er spielte 2021 für die Miami Dolphins, zuvor stand er von 2015 bis 2020 bei den St. Louis / Los Angeles Rams unter Vertrag und spielte College Football für die Texas Longhorns. In der Saison 2022 spielte Brown erneut für die Los Angeles Rams.

## NFL

### Los Angeles Rams
Am 2. Mai 2015 unterschrieb Brown bei den St. Louis Rams als Undrafted Free Agent, nachdem er im NFL Draft 2015 nicht ausgewählt wurde. Am 5. September 2015 wurde er von den Rams entlassen und am nächsten Tag in das Practice Squad der Rams aufgenommen. Am 31. Dezember 2015 wurde Brown in den 53-Mann-Kader befördert und gab sein NFL-Debüt am letzten Spieltag der Saison 2015, dort hatte er vier Carries für 17 Yards bei der 19:16-Niederlage gegen die San Francisco 49ers.
Brown startete in die Saison 2017 als nominell zweiter Running Back hinter Todd Gurley. Am 10. September 2017, beim 46:9-Sieg über die Indianapolis Colts, erzielte Brown seinen ersten Karriere-Touchdown mit einem Drei-Yard-Lauf im vierten Viertel. Am 15. Oktober, gegen die Jacksonville Jaguars, erzielte er einen Touchdown nach einem geblockten Punt. Er erhielt seinen ersten Karriere-Start in Woche 17 anstelle von Todd Gurley, nachdem die Rams beschlossen hatten, ihre Starter in Vorbereitung auf die Play-offs auszuruhen. Er rannte für 54 Yards im Spiel und fing vier Pässe für sieben Yards. Insgesamt beendete er die Saison 2017 mit 246 erlaufenen Yards, einem erlaufenen Touchdown, neun gefangenen Pässen für 53 Yards.
Am 16. April 2018 unterzeichnete Brown seinen ERFA-Tender für die Saison 2018. Er begann die Saison als Backup für Todd Gurley. Er spielte in 12 Spielen. Er erlitt eine Schlüsselbein-Verletzung in Woche 13 und wurde am 11. Dezember 2018 auf die Injured Reserve List platziert.
Nach der Saison wurde er zum Restricted Free Agent und die Rams gaben ihm den Right of first Refusal-Tender. Am 19. März 2019 unterbreiteten die Detroit Lions Brown ein Zweijahresvertrag, wodurch die Rams ihm entweder denselben Vertrag vorlegen mussten oder Brown konnte den Vertrag mit den Lions unterschreiben. Drei Tage später legten die Rams dasselbe Angebot vor und Brown unterschrieb den Zweijahresvertrag über 3,3 Millionen US-Dollar. In Woche 1 der Saison 2019 gegen die Carolina Panthers lief Brown 11 Mal für 53 Yards und zwei Touchdowns. Brown beendete die Saison 2019 mit 255 erlaufenen Yards und fünf erlaufenen Touchdowns in 14 Spielen.
In Woche 1 der Saison 2020 wurde Brown als Starter eingesetzt, nachdem Gurley bei den Atlanta Falcons unterschrieben hatte. Er erzielte den ersten Touchdown in der Geschichte des SoFi Stadium mit einem Ein-Yard-Lauf beim 20:17-Sieg über die Dallas Cowboys. Brown erzielte in diesem Spiel insgesamt 110 Yards und zwei konnte zwei Touchdowns erlaufen. In Woche 10 gegen die Seattle Seahawks hatte er sechs Läufe für 33 Yards und zwei erlaufene Touchdowns.

### Miami Dolphins
Im März 2021 schloss Brown sich den Miami Dolphins an und unterschrieb dort einen Einjahresvertrag.

### New Orleans Saints
Am 26. Juli 2022 nahmen die New Orleans Saints Brown unter Vertrag, entließen ihn aber bereits am 10. August wieder.

### Rückkehr zu den Los Angeles Rams
Am 22. September 2022 nahmen die Los Angeles Rams Brown für ihren Practice Squad unter Vertrag. Er wurde am vierten Spieltag für das Spiel gegen die San Francisco 49ers aktiviert und anschließend in den 53-Mann-Kader aufgenommen.